# Maguro Fujita
Maguro Fujita (藤田 まぐろ, Fujita Maguro, nascuda el 6 de març del 1971) és una artista manga japonesa. Els seus mangues són treballs típicament shōjo que són serialitzats en la revista Ribon. És coneguda per escriure Kero Kero Chime.

## Treballs publicats
- Kero Kero Chime
- Happy Pharmacy
- Neringu Project
- Twinkle Tiara
- Kyūketsu byōin e ikō!
- Emi yu ranpu
- Taiyou ga ippai
- N.G. heroine
- Kawaiteki shinigami
- Maigo no Kemonotachi